# Byt Krausových
Byt Krausových v Plzni v Bendově ulici 10 je jednou z bytových realizací Adolfa Loose. Byt je v prvním patře činžovního domu a Adolf Loos ho navrhl pro chemického inženýra Viléma Krause a jeho ženu v roce 1931. Druhou světovou válku přežil jen Vilém Kraus; jeho žena a děti zemřeli v koncentračním táboře. Po druhé světové válce mu byt zabavil tehdejší komunistický režim. Byt byl pak rozdělen na tři bytové jednotky v té době byla zničena část nábytku.
Nejvýraznější architektonický efekt v celém bytě je zrcadlení dvou proti sobě postavených zrcadlových stěn. Loos použil obklady a mramor zelené barvy s bílým žilkováním, také použil kazetový strop a vestavěný nábytek. V bytě se také nalézá pro Loose charakteristický krb. Další cenností je také téměř kompletně dochovaná ložnice.
V současné době je byt majetkem města Plzně. V roce 2014 byl byt zrekonstruován a jeho mobiliář opraven. Je zpřístupněn veřejnosti jako domovní muzeum.